# Cladura megacauda
Cladura megacauda är en tvåvingeart som beskrevs av Alexander 1926. Cladura megacauda ingår i släktet Cladura och familjen småharkrankar. Inga underarter finns listade i Catalogue of Life.